# 범 (성씨)
범(范, 凡)씨는 중국, 월남 및 한국의 성씨이다.

## 풀이름 범 范
범(范)씨는 중국에 하남성 범(范)현에서 계출된 성씨로, 주나라 때 두백(杜伯)이라는 사람이 어떤 사건에 연루되어 화를 당하자, 친척 습숙(濕淑)이 진(晉)나라로 도망가서 살게 되었고, 그의 증손 사회(士會)가 나라에 공을 세워 범(范)이라는 땅을 식읍으로 하사받고, 성을 범으로 하였다고 전한다. 중국 인물로는 월나라의 범려(范蠡), 북송의 범중엄(范仲淹, 969-1052), 배우 범빙빙(판 빙빙), 베트남계 호주인 인물로는 가수 범옥흔(팜 하니), 한국 인물로는 KBS 기자 범기영이 있다.

### 금성 범씨
금성 범씨의 시조 범승조(范承祖)는 중국 낭야(瑯琊) 사람으로 원나라에서 예부시랑을 지내다가 고려 원종 15년(1274년)에 충렬왕 비인 제국대장공주를 배종하고 한국에 들어와 진해진(鎭海鎭, 현재의 나주)에 정착하였다. 그는 당시 북송(北宋) 정이천(程伊川)의 역전(易傳), 주자(朱子)의 사서집주(四書集註), 백가예설(百家禮說)등 많은 문헌을 가지고 들어와 널리 보급하였다고 한다. 그의 아들 범유수(范有睢)는 고려 때에 문하시랑에 올랐으며, 고려 충숙왕 3년(1334년)에 여진족 토벌에 공을 세워 금성군(錦城君: 나주의 옛 지명)에 봉해져, 후손들이 금성을 본관으로 하였다. 인구는 2000년 기준 3,316명이다. 
금성(錦城)은 전라남도 나주시(羅州市)의 옛 이름으로, 신라 신문왕 6년(686년)에는 통의군(通義郡)으로, 신라 경덕왕 16년(757년) 이후에는 금산군(錦山郡), 또는 금성군(錦城郡)으로 부르며 무주(武州, 光州)의 관할로 두었다. 고려 태조 23년(940년)에 나주로 지명이 바뀌었고, 1981년 나주읍과 영산포읍이 통합하여 금성시로 승격하여 나주군에서 분리되었으나, 1985년 나주시로 개칭되었다.

## 무릇 범 凡
범(凡)씨는 중국 하남성 낙양(洛陽)에서 계출(系出)된 성씨이다.

#### 안주 범씨
안주 범씨는 시조는 고려 우왕(禑王)때 문화안집사(文化安集使)를 지낸 범영부(凡永副)이다. 한국 범(凡)씨의 본관은 안주 1본으로 인구는 2000년 기준 157명이다.

## 같이 보기
- 范姓